# ساكن شقرة (المفلحي)

تعديل مصدري - تعديل

ساكن شقرة هي إحدى قرى عزلة المفلحي بمديرية المفلحي التابعة لمحافظة لحج، بلغ تعداد سكانها 61 نسمة حسب تعداد اليمن لعام 2004.